# Валтер Рунеберг
Валтер Магнус Рунеберг (фін. Walter Magnus Runeberg, 29 грудня 1838, Порвоо — 23 грудня 1920, Гельсінкі) — фінський скульптор. Один з перших відомих майстрів Фінляндії в скульптурі.
Навчався у К. Е. Шестранда, потім у Р. В. Екмана. Займався також у Копенгагені у Х. В. Бісса. Тривалий час жив і працював у Римі, де вивчав античну скульптуру. Групи «Аполлон і Марсій» (1867), «Психея зі світильником і кинджалом у руках» (1878), «Психея з орлом Юпітера» (1875, всі — Гельсінкі, Атенеум) виконані під впливом античної скульптури, збагатила пластичні можливості Рунеберга.
На початку 1890-х років повернувся до Фінляндії. Рано здобув міжнародну популярність. Талант скульптора розкрився в області монументальної скульптури. У 1882—1885 роках Рунеберг створив пам'ятник батькові — поетові Йогану Людвігу Рунебергу, споруджений у центрі Гельсінкі на бульварі Еспланада. У Турку ним був виконаний пам'ятник генерал-губернатору Перу Браху (1884—1885). В обох творах передана значущість образів, продемонстровано чудова майстерність роботи у бронзі. У Гельсінкі скульптор став співавтором пам'ятника Олександрові II на Сенатській площі.
Валтер Рунеберг вніс великий внесок в історію фінської скульптури.